# Luboš Malina
Luboš Malina (* 27. ledna 1959 Náchod) je český multiinstrumentalista, jeho záběr je široký (pětistrunné banjo, irské píšťaly, klarinet, kaval, tárogató, saxofon, mandolína, kytara).
Je bývalým členem brněnské skupiny Poutníci, kde se potkal s Robertem Křesťanem, se kterým spolupracuje dodnes. Je spoluzakladatelem a kapelníkem české multižánrové skupiny Druhá tráva.
Luboš Malina je současně vyhledávaný producent a studiový hráč, podílel se například na projektu Lucie v Opeře, na deskách Lenky Dusilové, skupin Kabát, Mig 21, Teagrass, albu Písňobraní dua Plocek a Šuranská a mnoha dalších. Doposud natočil čtyři sólové desky. Několikrát byl oceněn v anketě Bluegrassové asociace ČR jako Banjista roku. V současnosti kromě účinkování s Druhou trávou spolupracuje s Katkou García (projekt Garcia a Kon Sira, Vprostřed noci), se svými bratry (Malina Brothers). Od roku 2005 vystupoval také s Pavlem Bobkem (Malinaband), pro kterého zároveň produkoval tři poslední studiové desky. V roce 2016 vydal album Fragile Bliss v triu s Tomášem Liškou a Michalem Nejtkem, za které byl nominován na Cenu Anděl 2016 v kategorii Jazz & Blues.

## Diskografie
- All You Can Eat (Naper se a pukni), 1995, Venkow
- Piece of Cake (Zákusek), 1999, Compass
- Afterparty, 2004, Good Day Records
- Dueling Fingers, 2005, Good Day Records, společný projekt s Martinem Fridrichem
- Vprostřed noci, 2021, s Kateřinou García